# Fanny Jackson Coppin
Fanny Jackson Coppin, née le 8 janvier 1837 à Washington (district de Columbia) et morte le 21 janvier 1913 à Philadelphie (Pennsylvanie) est une enseignante américaine, missionnaire de l'Église épiscopale méthodiste africaine (AME) et une défenseure de la cause de l'accès des femmes à l'enseignement supérieur. Jackson Coppin est la première professeure afro-américaine de l'établissement universitaire l'Oberlin College.

### Jeunesse et formation

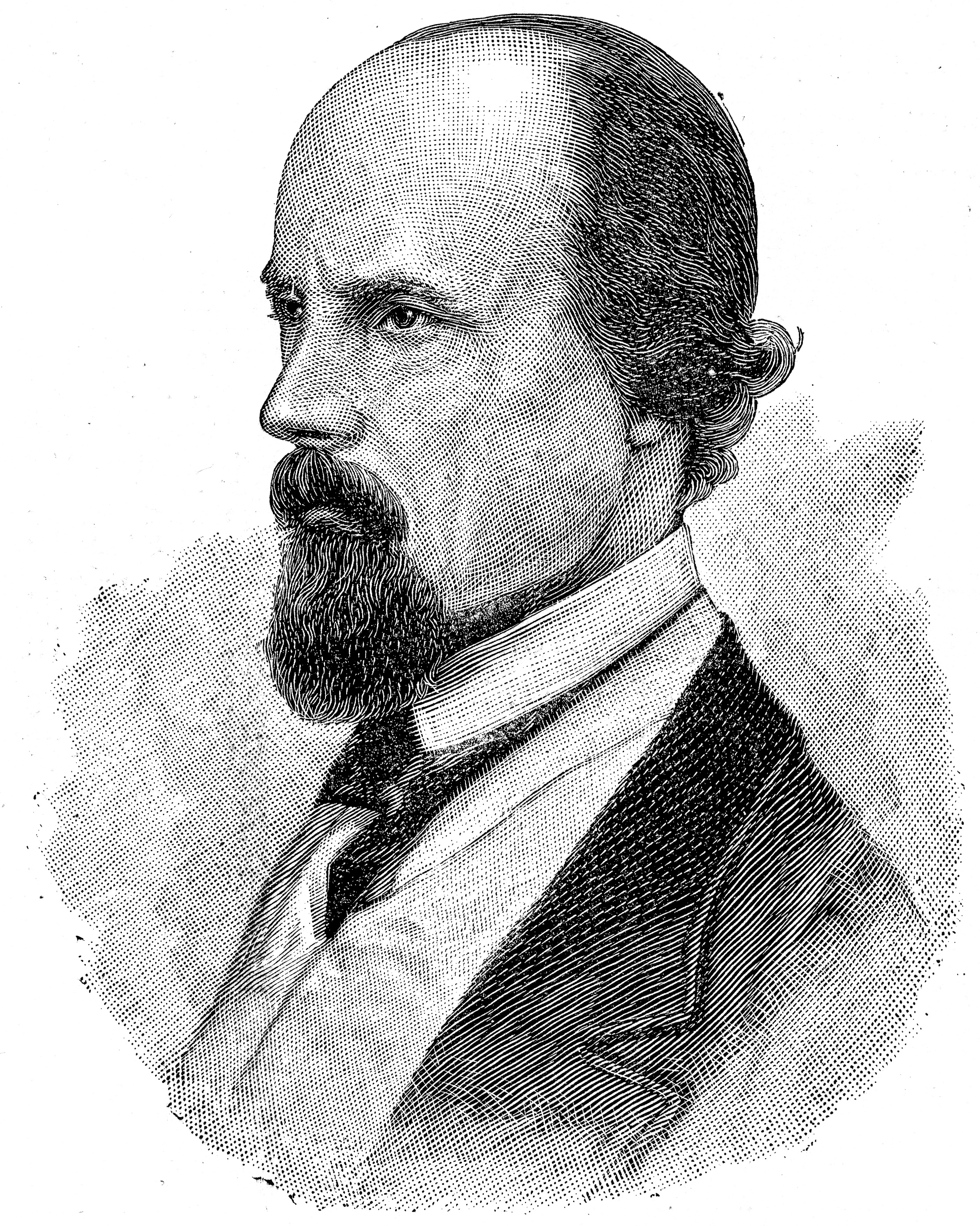
George Henry Calvert.

Fanny/Fannie Jackson est la fille d'une esclave, Lucy Jackson et d'un père inconnu. L'affranchissement de Fanny Jackson est acheté par sa tante Sarah Orr Clark à ses 12 ans pour la somme de 125 $ . Fanny Jackson passe sa jeunesse à New Bedford (Massachusetts), travaillant comme domestique dans la maison de l'écrivain George Henry Calvert (en). Elle utilise ses revenus de travail de domestique pour prendre des leçons de piano et de guitare puis également embaucher un tuteur, qui guide ses études pendant trois heures par semaine, ce qui lui permet d'être admise à la Rhode Island State Normal School de Bristol (devenue le Rhode Island College (en).  
En 1860, grâce à l'obtention d'une bourse accordée par Daniel Payne, évêque de l'Église épiscopale méthodiste africaine, et le soutien financier de sa tante, Fannie Jackson est en mesure de commencer des études universitaires en s'inscrivant à l'Oberlin College, dans l'Ohio, le premier établissement universitaire des États-Unis à accepter aussi bien des étudiants afro-américains que des femmes. Avec ses nombreux étudiants afro-américains, l'établissement devient également un lieu où se développe un mouvement de pensée d'émancipation des Afro-Américains, tendance entretenue par le premier président de l'Oberlin College, Asa Mahan (en),,,. 
Initialement inscrite au « cours dit des Ladies », Coppin est passée l'année suivante au « cours dit des Gentlemen » dont le niveau est plus élevé.

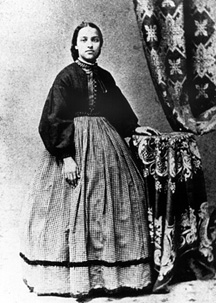
Mary Jane Patterson.

Pendant la guerre de Sécession, en plus de son travail d'étudiante à l'Oberlin College, elle donne des cours du soir, à raison de quatre soirées par semaine, aux Afro-Américains affranchis pour leur apprendre à lire et à écrire ; elle donne également des leçons de musique à seize étudiants. Son travail pédagogique est reconnu par les instance de l'Oberlin College qui la nomme étudiante-enseignante pour les classes préparatoires,.
En 1865 elle obtient son Bachelor of Arts (licence), devenant l'une des trois premières femmes afro-américaines à l'avoir obtenu en cette époque, les autres étant Mary Jane Patterson (en), et Frances Josephine Norris.

### Carrière
En 1865, elle est embauchée par le Philadelphia's Institute for Colored Youth (devenue l'Université Cheyney de Pennsylvanie) un établissement fondé par des Quakers. Elle est nommée directrice du département des «  Ladies » (terme désignant les étudiantes) et enseigne le grec, le latin et les mathématiques. En 1869, Jackson Coppin est nommée directrice de l'Institut après le départ d' Ebenezer Bassett (en) devenant ainsi la première femme afro-américaine à devenir directrice d'un établissement d'enseignement supérieur,,,. 
Durant les 37 années passées à l'Institut, Fanny Jackson renforce le niveau d'exigences des programmes et fait reconnaître une section préparant des jeunes femmes afro-américaines au métier d'enseignante d'école primaire tout en s'assurant que les jeunes femmes pauvres puissent bénéficier de ce cursus,.  
En 1889, Fanny Jackson, désireuse de faire accéder les Afro-Américains (hommes comme femmes) à des emplois qualifiés, ouvre au sein du Philadelphia's Institute for Colored Youth, un département d'enseignement technique et professionnel avec des sections d'imprimerie, de plâtrier, de maçonnerie, de tailleur, de couture, de dactylographie et de sténographie,,,.        
Pendant ses années en tant que directrice de l'Institut, elle est promue par le Conseil scolaire (Board of Education)  directrice de district scolaire (superintendent). Elle est la première super-intendante afro-américaine d'un district scolaire aux États-Unis,. 
Pour illustrer son point de vue sur le droit de vote des femmes et sur la conquête de l'indépendance économique des Afro-Américains, Fanny Jackson écrit dans le Christian Recorder sous le pseudonyme de « Catherine Casey ». C'est pour assurer une presse afro-américaine indépendante qu'elle organise des récoltes de fonds pour sauver le Christian Recorder de la faillite en 1879. 
En 1888, avec un comité de femmes de la Mother Bethel A.M.E. Church, elle ouvre une maison pour jeunes femmes démunies après que d'autres organismes de bienfaisance leur ont refusé l'admission. 
De 1881 à 1913, Fanny Jackson Coppin siège au Bureau d'administration de Philadelphie des maisons de retraite et des établissements pour personnes en situation de handicap. 
En 1893, Fanny Jackson Coppin est l'une des six femmes afro-américaines invitées à prendre la parole au Congrès mondial des organisations représentatives des femmes à Chicago, avec Anna Julia Cooper, Sarah Jane Woodson Early,  Fannie Barrier Williams, Hallie Quinn Brown et Frances Ellen Watkins Harper où elle prononce un discours intitulé Le progrès intellectuel des femmes de couleur des États-Unis depuis la proclamation d'émancipation.
Fanny Jackson Coppin a été politiquement active pendant toute sa vie et a souvent pris la parole lors de meetings politiques. Elle a été l'une des premières vice-présidentes de l'Association nationale des femmes de couleur, l'une des premières organisations de promotion des Afro-Américaines, fondée par Rosetta Douglass (en),
En 1913, peu de temps après sa mort, est publiée à titre posthume son autobiographie Reminiscences of school life and hints on teaching  / Souvenirs d'une enseignante et conseils pédagogiques, ouvrage en quatre parties comprenant des éléments autobiographiques concernant son parcours à l'Oberlin College, son rôle d'enseignante et de première femme afro-américaine directrice d'un établissement d'enseignement secondaire, un essai exposant ses conceptions pédagogiques, ses récits de voyage en Angleterre et en Afrique du Sud et enfin une dernière partie exposant son travail de missionnaire et de militante pour l'éducation des Noirs en Afrique du Sud.

### Vie personnelle et engagement religieux
Le 21 décembre 1881, Fanny épouse le révérend Levi Jenkins Coppin, ministre de l'église épiscopale méthodiste africaine Bethel de Baltimore. Fanny Jackson Coppin rejoint l'église épiscopale méthodiste africaine (AME) et en devient une membre active, ainsi elle sera pendant plusieurs années présidente de l'AME Women's Home fondée par Sarah Allen, de la Foreign Missionary Society et de la fondation de l'Institut Bethel. 
Lorsque son époux Levi Jenkins Coppin est élu évêque au Cap en Afrique du Sud en 1900, elle le rejoint en 1902. Le couple fonde l'Institut Bethel, une école missionnaire avec des programmes d'auto-apprentissage pour les Africains et de promotion des Africaines,,.
Après presque une décennie de travail missionnaire, sa santé se dégrade et elle retourne donc à Philadelphie, où elle meurt le 21 janvier 1913,. Ses funérailles sont célébrées à la Mother Bethel A.M.E. Church de Philadelphie.
Fanny Jackson Coppin repose au cimetière le Merion Memorial Park à Bala Cynwyd dans le comté de Montgomery (Pennsylvanie).

## Autobiographie
- Fanny Jackson Coppin, Reminiscences of school life and hints on teaching, New York et Londres, G.K. Hall (New York),  Prentice Hall International (Londres), 1995 (réimpr. 1995) (1re éd. 1913), 272 p. (ISBN 9780783813967, lire en ligne).

## Héritage
En 1899, des membres de l'église baptiste Beth Eden de Oakland (Californie) fondent une hôtellerie dans le comté d'Alameda qu'ils nomment le Fannie Jackson Coppin Club (en) en son honneur. Cette hôtellerie accueillait les Afro-Américains de passage qui étaient refusés par les hôtels et restaurants qui pratiquaient la ségrégation. Le Fannie Jackson Coppin Club était également un lieu de soutien scolaire et de diverses manifestations culturelles valorisant les artistes et écrivains afro-américains. Il est également la maison mère du Woman's club movement (en) en Californie,,.  
La Colored High School de Baltimore fondée en 1900, ouvre en 1902  pour former des enseignants d'écoles primaires puis devient la Fanny Jackson Coppin Normal School en 1926. En 1950, l'établissement devient un institut universitaire et prend le nom de Coppin State Teachers College, puis en 1963 devient un établissement universitaire de premier cycle qui délivre ses premiers baccalauréats universitaires (licence) en 1967 et est rebaptisé Coppin State College pour enfin devenir la Coppin State University (en) en 1988. 
La Coppin State University décide d'ériger une statue en l'honneur de Fanny Jackson Coppin à proximité du campus, dont la cérémonie d'inauguration est en 2020 prévue pour le 15 octobre 2021.